# Caroline Cuénod

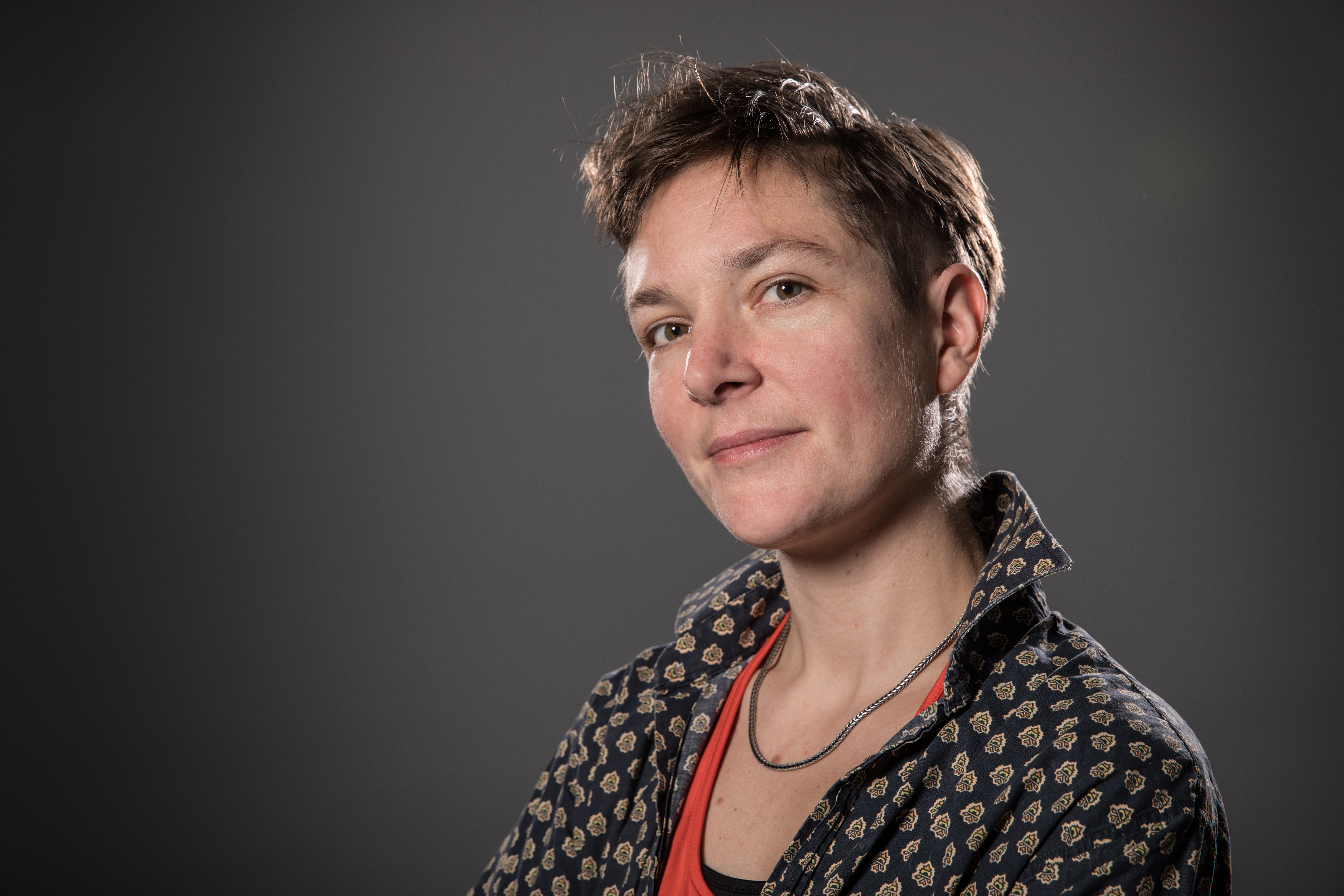
Caroline Cuénod (2018).

Caroline Cuénod (* 1980 in Nyon) ist eine schweizerisch-dänische Filmregisseurin.
Cuénod schloss 2006 ein Geschichtsstudium an der Universität Genf ab. Seit 2006 arbeitet sie als Filmregisseurin. 2012 erwarb sie einen Master in Filmwissenschaften an der Haute École d’art et de design Genève. 2018 produzierte sie den Dokumentarfilm Die Insel ohne Ufer.

## Filmografie
- 2006: Le panoptique, une prison modèle
- 2010: La nostalgie des autres
- 2011: Pièces à rêverie et autres convictions
- 2013: Des yeux partout
- 2017: L’île sans rivages